# Estación de Pinhão
La Estación Ferroviaria de Pinhão, más conocida como Estación de Pinhão, es una plataforma de la Línea del Duero, que sirve a parroquias de Pinhão, en el Ayuntamiento de Alijó, en Portugal.

## Características

### Localización y accesos
La Estación se encuentra en la localidad de Pinhão, con acceso por la Avenida de la Estación.

### Descripción física

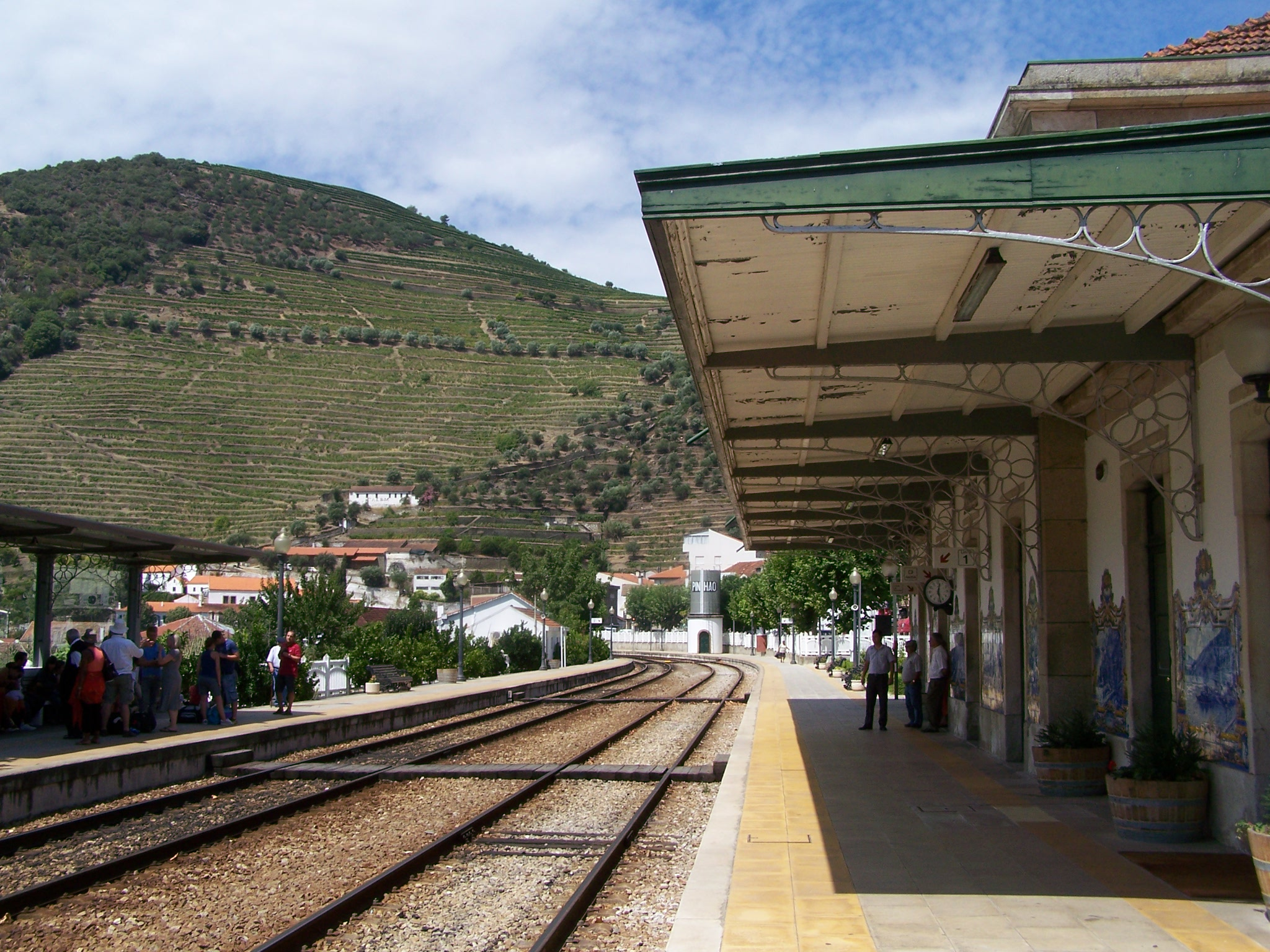
Plataformas de pasajeros en la Estación de Pinhão.

En enero de 2011, poseía 2 vías de circulación, ambas con 284 metros de longitud, y dos plataformas, que presentaban 145 y 198 metros de longitud, y 45 centímetros de altura; existía, igualmente, un sistema de información al público, prestado por la Red Ferroviaria Nacional. En octubre de 2004, se podían efectuar maniobras, y esta plataforma ostentaba la clasificación D de la Red Ferroviaria Nacional.

### Servicios
En mayo de 2011, esta estación era servida por convoyes Interregionales de la operadora Comboios de Portugal.